# エヴォラ
エヴォラ（Évora [ˈɛvuɾɐ] ( 音声ファイル)）は、ポルトガル南東部アレンテージョ地方エヴォラ県にある町である。人口は、57,073人（2011年）。面積は1307平方キロメートル。スペイン国境に近い。
ローマ帝国時代からアレンテージョ地方の中心地として栄え、ルネサンスの時代には、大学もおかれた学芸の都でもある。1584年9月には、伊東マンショらの天正遣欧少年使節が立ち寄った街でもある。
2027年の欧州文化首都のひとつに選定されている。

## 歴史

### ローマ時代
アレンテージョ地方はテージョ川の南に広がる平野地帯であり、エヴォラは河口に位置するポルトガルの首都リスボンより東に約130kmの所に位置している。旧市街の史跡の保存状態も良く、ユネスコの世界遺産に登録されている。
エヴォラの歴史は、ドウロ川以南のポルトガル及びスペインのエストレマドゥーラ州に居住していたイベリア半島の先住民族であるルシタニア人が建設したことに始まる。彼らによってアレンテージョ地方の首都として機能をエヴォラは持つこととなった。
紀元前57年、エヴォラは共和政ローマの支配下に入った。これ以降エヴォラは二重の城壁を持った町へ発展を遂げた。ガイウス・ユリウス・カエサルはエヴォラの町を"Liberalitas Julia"（肥沃なるジュリア）と呼んだ。町の成長はエヴォラが交易路の交差点であったことからも続き、ガリアやルシタニアを旅行した博物学者ガイウス・プリニウス・セクンドゥス（大プリニウス）はエヴォラを訪問し、著書『博物誌』に"Ebora Cerealis"として記述した。その記述によると、当時のエヴォラは周囲を小麦畑で囲まれていたことが分かる。また、エヴォラの繁栄はこの当時に多く発行されたコインでも明らかである。町の中心部にはコリント様式の神殿が建立され、ローマ初代皇帝アウグストゥスが祀られた。

### ローマからイスラームへ
4世紀になるとエヴォラにもキリスト教が浸透し、司教座を持つようになった。
民族移動時代の間、エヴォラは西ゴート族の領土となった。エヴォラの地位は聖堂を持つ都市へと昇格していた。とはいえ、この時代の建造物は多く残されていない。
715年、ターリク・イブン・ズィヤード率いるムーア人が、エヴォラを征服した。イスラームの統治は、1165年にまで及んだが、その間エヴォラはゆっくりとではあるが繁栄を取り戻していった。エヴォラは要塞とモスクを持つ町となり、この地方の農業の中心地となった。エヴォラの町の特徴は、ムーア人の影響を受けている。

### レコンキスタ以降
1165年9月、エヴォラは「恐れ知らず」のジェラルドの攻撃によってムーア人の手から奪われ、翌年にアフォンソ1世の統治下に入った。その後、15世紀にかけてポルトガルは経済的繁栄を築くが、ブルゴーニュ王朝・アヴィス王朝の時代を通して国王はエヴォラに滞在することが多く、邸宅や記念碑、宗教的建築物が建設された。王族の結婚式が行われ、この地で重要な決定もしばしば行われた。
特に、アヴィス王朝時代、とりわけマヌエル1世やジョアン3世が統治した15世紀後半から16世紀の前半にかけて、エヴォラはルネサンスの中心となり、フランス人彫刻家のニコラ・シャントレーヌやポルトガルの戯曲の父であるジル・ヴィセンテといった芸術家が集まった。
エヴォラは1540年に大司教座に昇格した。1559年にはイエズス会によってエヴォラ大学が創設された。イエズス会の影響の下、エヴォラは対抗宗教改革の中心となり、スペインのクエンカで生まれたルイス・デ・モリナなどがここで宗教教育を受けた。
1759年、ポンバル侯爵がイエズス会をポルトガルから追放し大学が閉鎖されるとエヴォラは徐々に衰退していった。（なお、エヴォラ大学は1973年に再建された。）
多くの芸術家によってたくさんの建物がエヴォラの地に建設された。現存する建築物の様式は多様性に富んでおり、ロマネスク建築・ゴシック建築・マヌエル建築・ルネサンス建築・バロック建築と様々である。
現在、歴史地区の範囲は1.05平方kmであり、約4000の建物がある。

## 世界遺産
エヴォラの旧市街は、1986年に「エヴォラ歴史地区」としてユネスコの世界遺産に登録された。
世界遺産登録範囲には以下のような歴史的建造物が含まれる。
- エヴォラ大聖堂 - 1280年から1340年の間に主に建設されたエヴォラの誇る大聖堂。1335年頃に作られた使徒の像を伴った入り口と美しい教会堂の身廊と回廊を持つ。（十字形教会堂の左右の）翼廊のチャペルの1つは、マヌエル様式であり、メイン・チャペルは、バロック様式である。また、パイプオルガンと聖歌隊用の部屋はルネサンス様式である。
- サン・フランシスコ教会（英語版） - 15世紀の終わりから16世紀の初めにかけて建設されたゴシック様式とマヌエル様式が混合した建築物である。長い身廊は、ゴシック建築末期の傑作である。多くの礼拝堂がバロック様式で装飾されている。隣接する人骨堂（英語版）は、16世紀にフランシスコ会の修道士によって造られた瞑想の場で、壁面が5000体もの人骨で埋め尽くされている。
- マヌエル王宮（英語版） - マヌエル1世によって建てられた邸宅。ゴシック様式とルネサンス様式が融合した建物であり、ヴァスコ・ダ・ガマがここでインドへの航海を任命されたと伝えられている。
- エヴォラ大学（英語版） - 1559年に建設されたイエズス会の神学校を起源とする。16世紀のマニエリスムの教会と17世紀から18世紀にかけて建設された巨大な回廊がある。
- ローマ神殿（英語版） - 1世紀にローマ皇帝アウグストゥスを祀るために作られた神殿。女神ディアナを祀ったものであるとの俗説から、ディアナ神殿とも呼ばれる。
- カダヴァル公爵邸（英語版） - 14世紀に出来た建築物で、17世紀にファサードは改装されている。
- ロイオス教会（ポルトガル語版） - ディアナ神殿の隣にある15世紀に建築された教会。教会と回廊はゴシック様式を採用し、内壁はアズレージョと呼ばれるタイルワークで飾られている。
- ヴァスコ・ダ・ガマ邸宅(Casas Pintadas de Vasco da Gama) - 1519年から1524年の5年間、ヴァスコ・ダ・ガマは、エヴォラに滞在していた。マヌエル様式の回廊とルネサンス様式の絵画が現存している。

### 登録基準
この世界遺産は世界遺産登録基準のうち、以下の条件を満たし、登録された（以下の基準は世界遺産センター公表の登録基準からの翻訳、引用である）。
- (2) ある期間を通じてまたはある文化圏において、建築、技術、記念碑的芸術、都市計画、景観デザインの発展に関し、人類の価値の重要な交流を示すもの。
- (4) 人類の歴史上重要な時代を例証する建築様式、建築物群、技術の集積または景観の優れた例。

## 出身者
- ブルーノ・ガスパール - サッカー選手
- ペドロ・フェルナンデス・デ・キロス - 探検家
- ジョアオ・マゲイジョ - 宇宙物理学者

## ギャラリー
- Évora - Uma Cidade Cheia de História

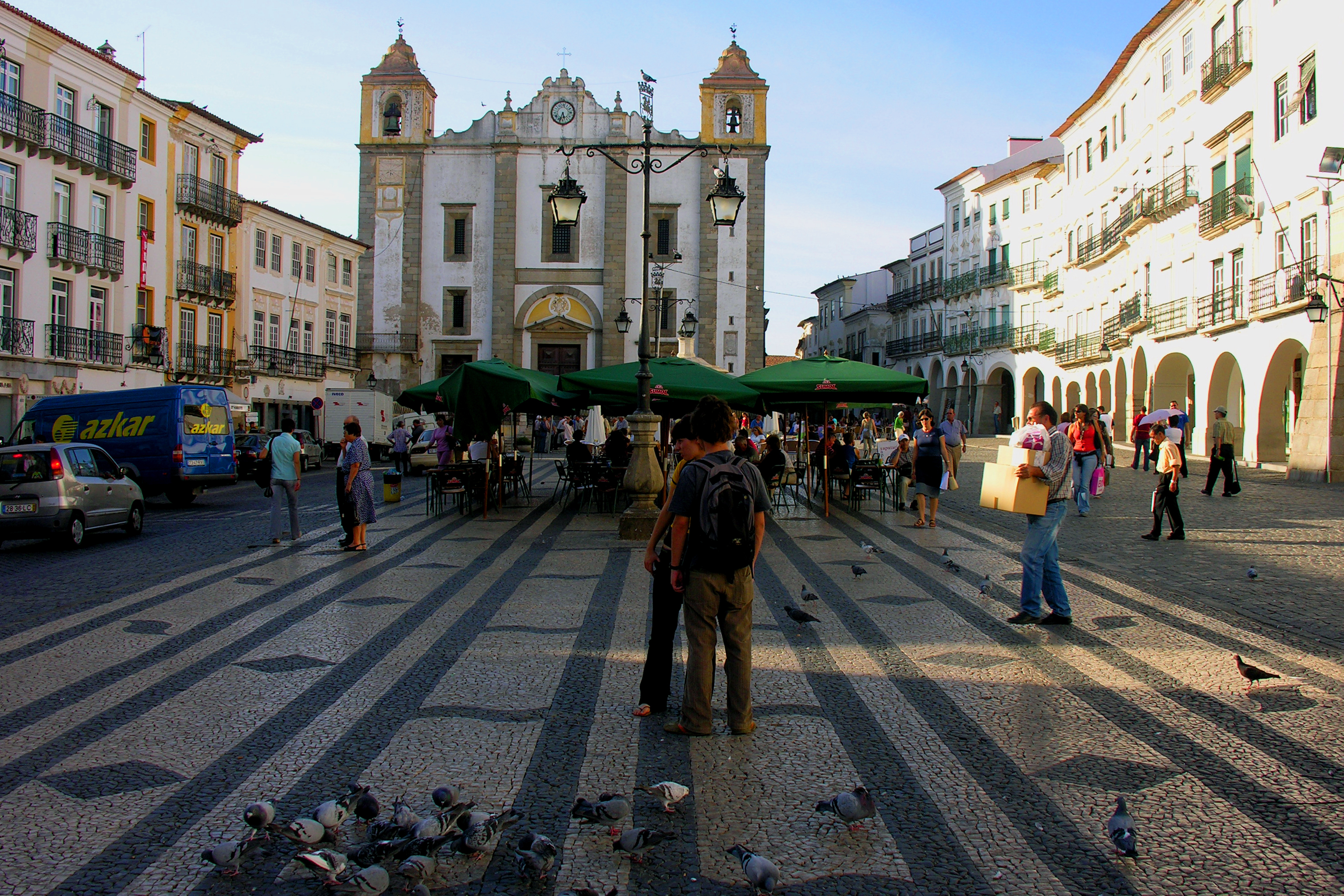
ジラルド広場
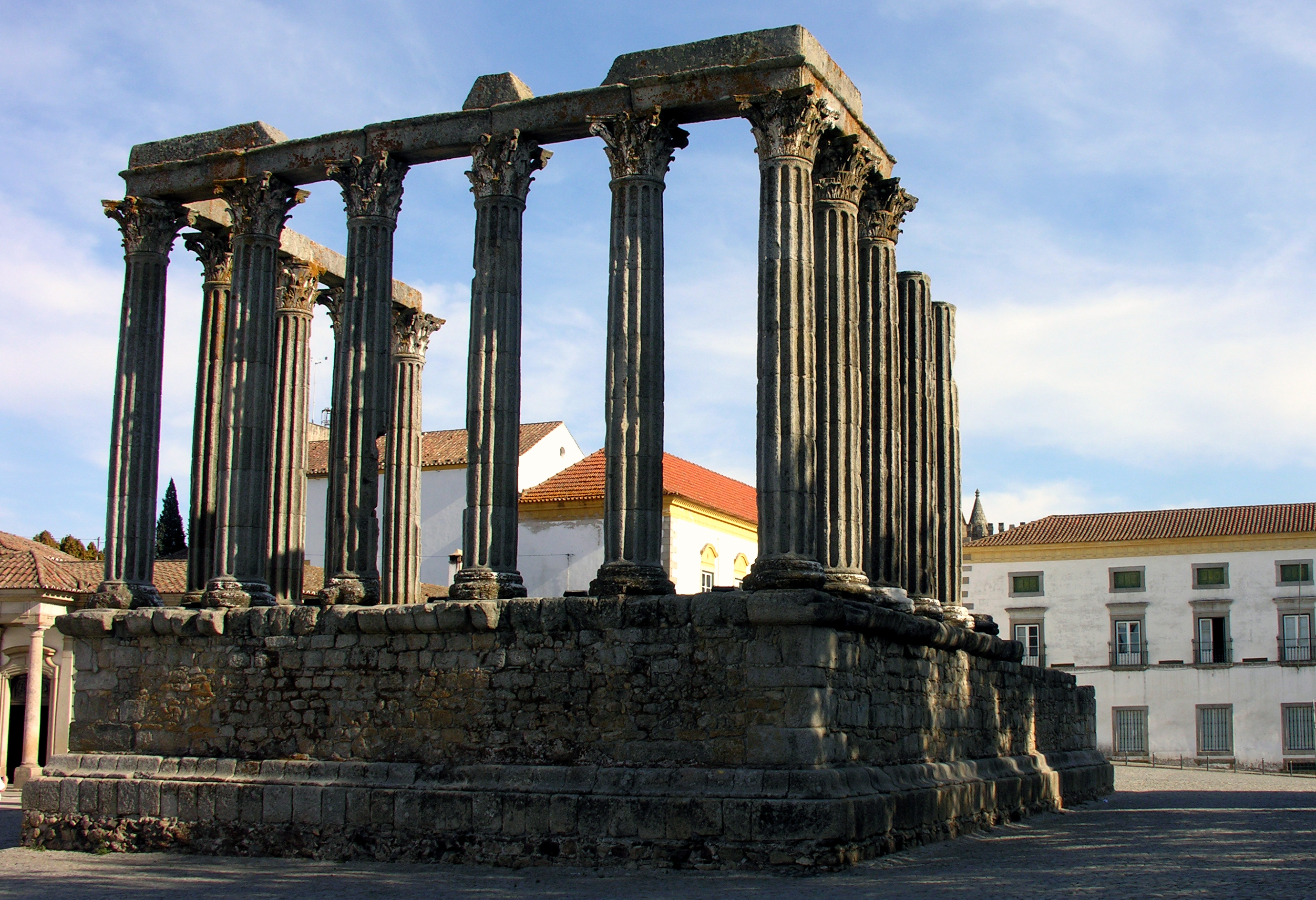
ローマ時代のディアナ神殿
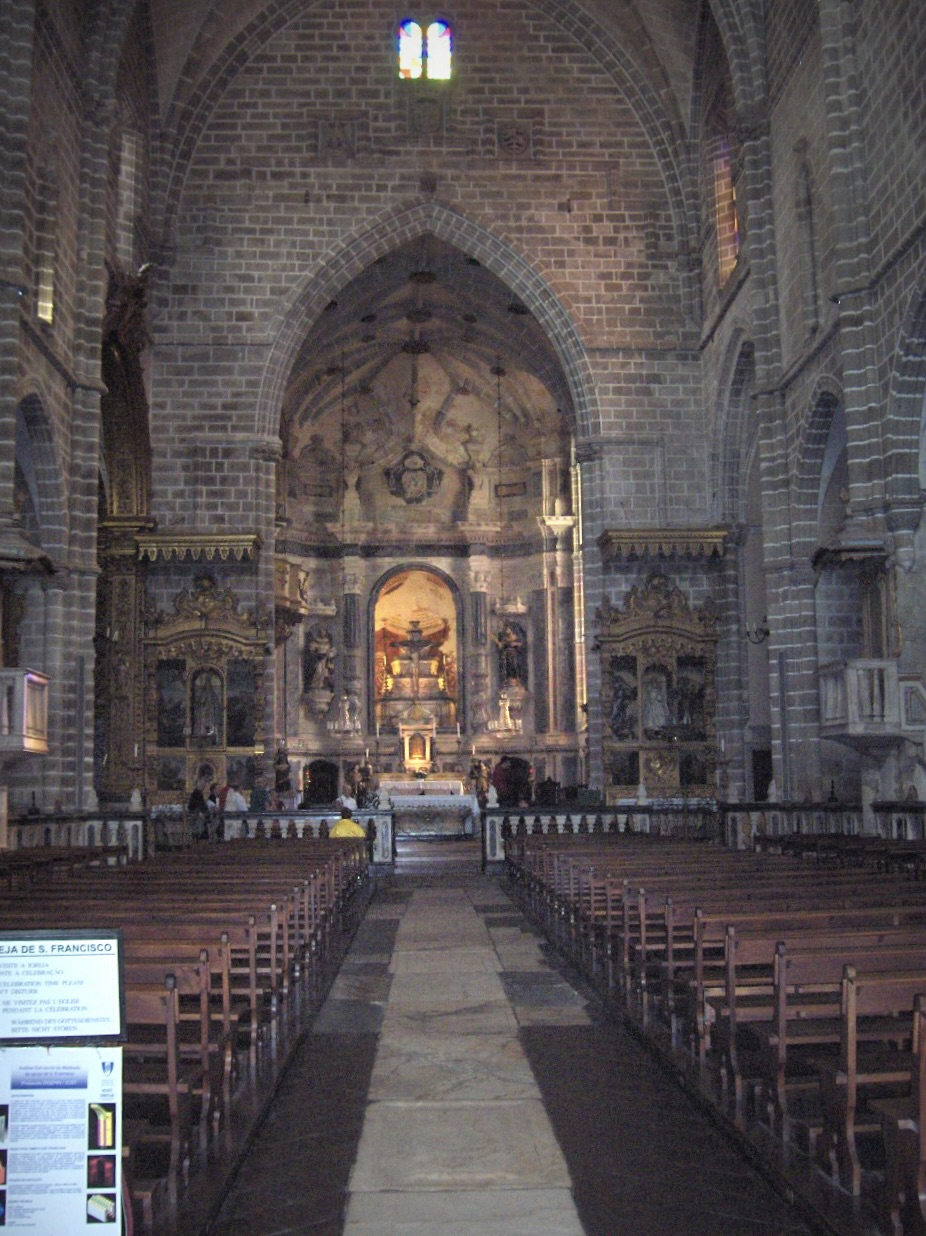
サン・フランシスコ教会
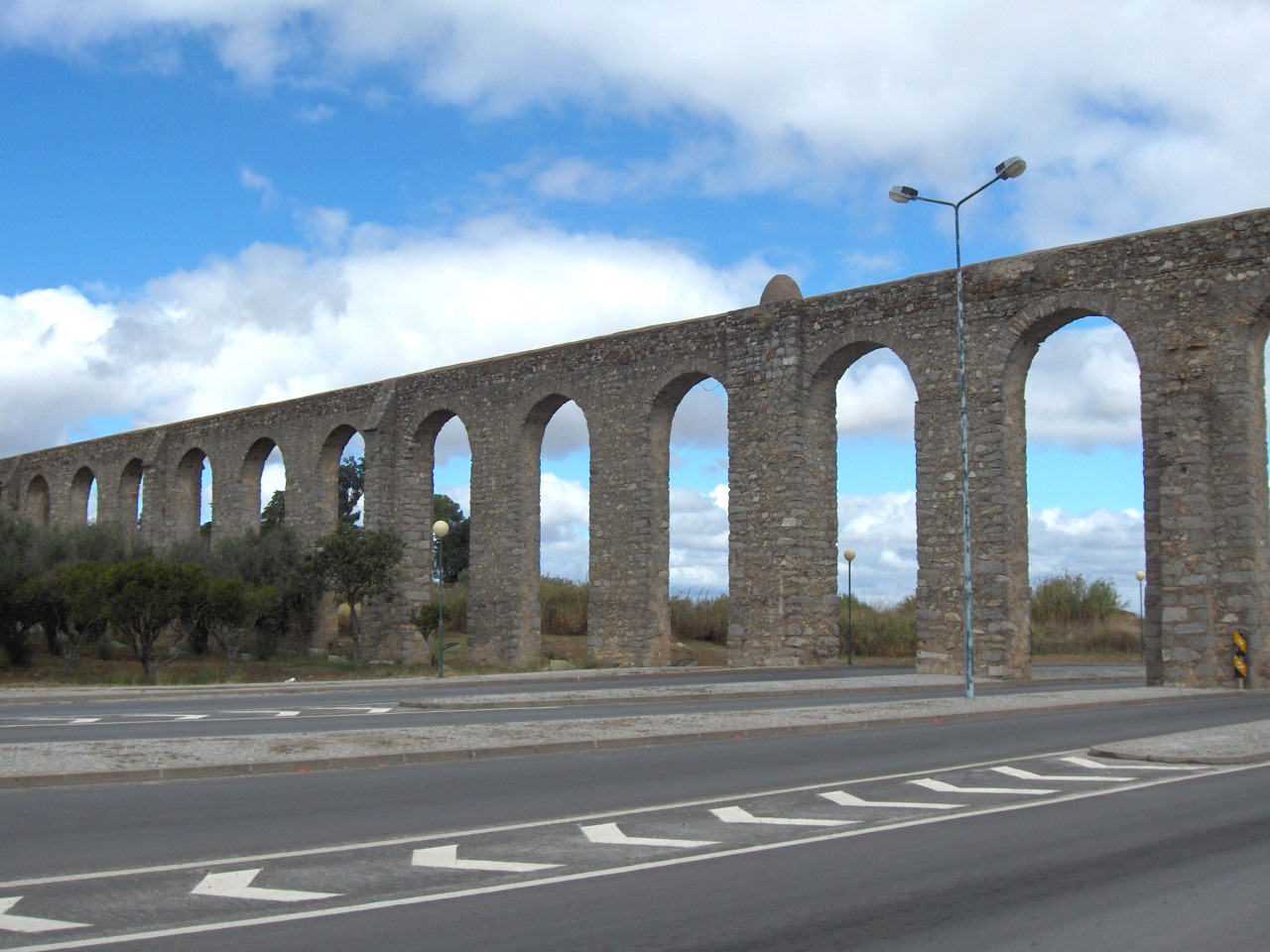
アグア・デ・ラプラタ送水路
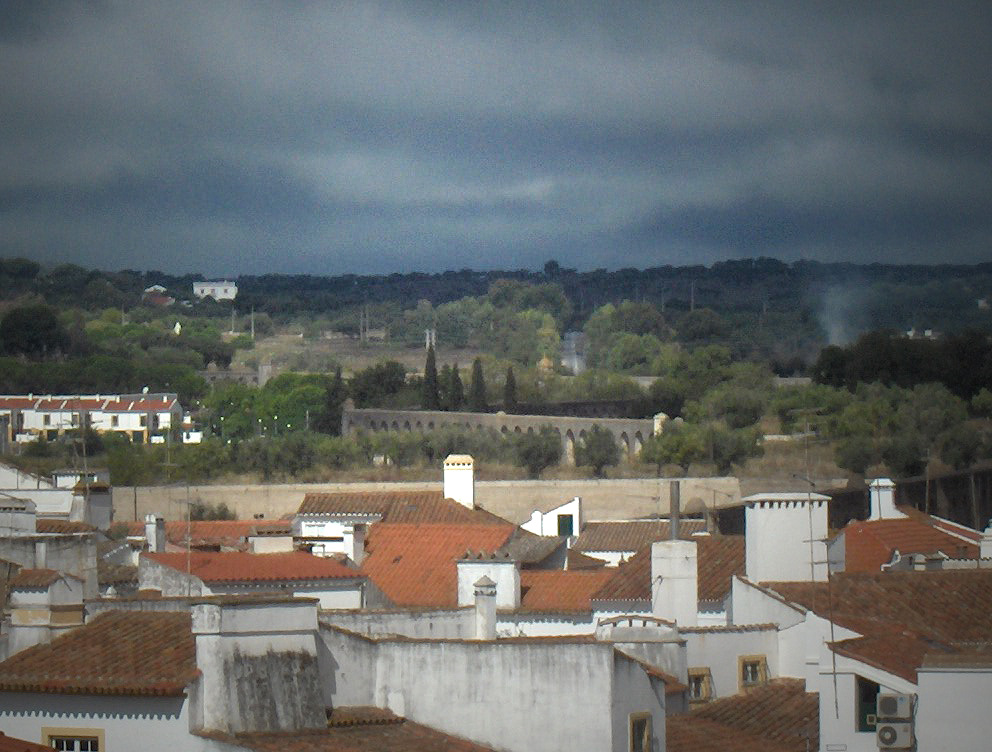
エヴォラの風景（アグア・デ・ラプラタ送水路を望む）
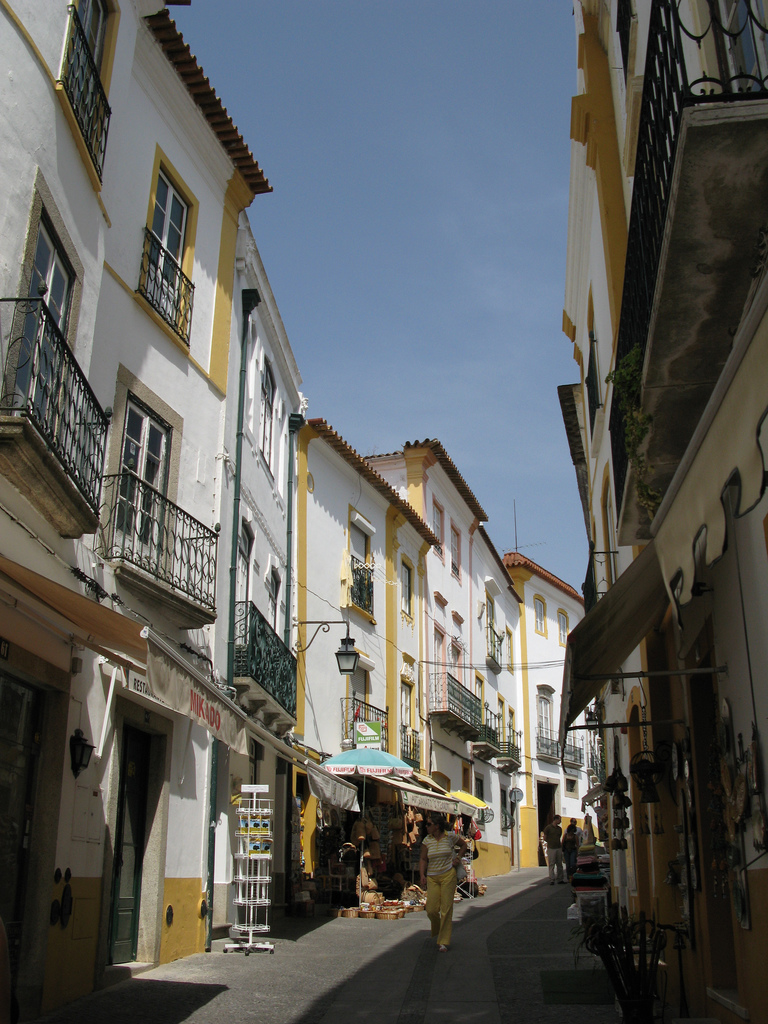
旧市街

座標: 北緯38度34分15秒 西経7度54分20秒 / 北緯38.57083度 西経7.90556度